# Battaglia della Morava
La battaglia della Morava (in bulgaro, Моравска настъпателна операция) fu un'offensiva condotta dalla 1ª Armata bulgara tra il 14 ottobre e il 9 novembre 1915. Questo scontro fece parte dell'insieme di battaglie che viene comunemente indicato con il nome "campagna di Serbia". La 1ª Armata era una delle componenti del gruppo di armate del feldmaresciallo August von Mackensen che nel 1915 attaccò il Regno di Serbia. Sotto il comando del tenente generale Kliment Boyadzhiev, i Bulgari conquistarono le aree fortificate di Pirot, di Niš e della valle del fiume Morava. Risultò così obbligatorio per le forze serbe ritirarsi verso il Kosovo.
All'inizio della battaglia, a causa del clima ostile e del terreno molto accidentato, i Bulgari avanzarono molto lentamente. Nonostante avessero incontrato una resistenza disperata da parte dei difensori, gli attaccanti sfondarono le linee nemiche in 10 giorni nelle vicinanze di Pirot ed i Serbi si ritirarono oltre il Timok, inseguiti dalla 1ª Armata bulgara.
La battaglia continuò per altri 27 giorni, durante i quali i Bulgari riuscirono a penetrare per circa 90 km in territorio nemico. I Serbi perdettero circa 6 000 uomini, 60 cannoni e una gran quantità di equipaggiamenti militari.